# Arakoon
Arakoon é um subúrbio oriental da cidade australiana de South West Rocks, do estado da Nova Gales do Sul. A sua população, segundo o censo de 2006, era de 466 habitantes.